# Redoute d'Audouville
La redoute d'Audouville est un ancien édifice militaire qui se dresse sur la commune française de Sainte-Marie-du-Mont dans le département de la Manche, en région Normandie.

## Localisation
L'édifice est situé lieudit La Redoute.

## Historique
Le bâtiment est édifié sous le règne de Louis XIV pour contribuer à protéger le Cotentin d'un débarquement anglais. La redoute est construite dans le dernier quart du XVIIe siècle.
La redoute fait l’objet d’une inscription au titre des monuments historiques par arrêté du 23 juin 1992  : la redoute, y compris ses fossés, fait l'objet de l'inscription, à l'exception de la maison d'habitation.

## Description
L'édifice a conservé les fossés en eau.